# Cosmic Girl
Cosmic Girl (регистрационные номера G-VWOW (2001—2015 Virgin Atlantic), N744VG (2015 — 2017 Virgin Galactic, 2017 — наст. время Virgin Orbit) — самолёт Boeing 747-400, используемый компанией Virgin Orbit в качестве самолёта-носителя для запуска ракеты-носителя воздушного старта LauncherOne. Cosmic Girl является модернизированным пассажирским самолётом, который до 2015 года эксплуатировался авиакомпанией Virgin Atlantic. В 2015 году воздушное судно было приобретено компанией Virgin Galactic, которая передала его в 2017 году компании Virgin Orbit, развивающей проект LauncherOne. 25 мая 2020 года с борта Cosmic Girl был произведён первый запуск ракеты-носителя LauncherOne, который оказался неудачным. Первый успешный запуск был произведён 17 января 2021 года.

## История
| Регистрационный № | Оператор                | Конфигурация        | Период эксплуатации                    | Примечания                               |
| ----------------- | ----------------------- | ------------------- | -------------------------------------- | ---------------------------------------- |
| G-VWOW            | Virgin Atlantic Airways | Пассажирский лайнер | 31 октября 2001 — 23 октября 2015 года | Работа на пассажирских линиях            |
| G-VWOW            | Virgin Atlantic Airways | Пассажирский лайнер | 29 октября 2015 — 16 марта 2016 года   | Переоборудование на заводе в Сан-Антонио |
| N744VG            | Virgin Galactic         | Самолёт-носитель    | 16 марта 2016 — 27 июль 2017 года      | Подготовка и испытания                   |
| N744VG            | Virgin Orbit            | Самолёт-носитель    | 27 июль 2017 года — настоящее время    | Испытания и эксплуатация                 |

### Пассажирский лайнер Virgin Atlantic
Первый полёт Boeing 747-400 (41R) с серийным номером 32745 (порядковый номер 1287) был совершён 29 сентября 2001 года на заводе Boeing в городе Эверетт. 31 октября 2001 самолёт был предоставлен заказчику и 1 декабря вошёл в состав лайнеров компании Virgin Atlantic получив регистрационный номер G-VWOW и имя Cosmic Girl. Самолёт был построен в конфигурации 44/32/310. За свою пассажирскую карьеру самолёт совершил 8265 рейсов, провёл в воздухе 66 430 часов, перевёз 2 506 175 пассажиров (315 582 в Верхнем, 338 756 в Премиум и 1 851 837 в Эконом-классе) и сделал 1045 перелётов из Хитроу в Нью-Йорк.

Пассажирский лайнер Virgin Atlantic
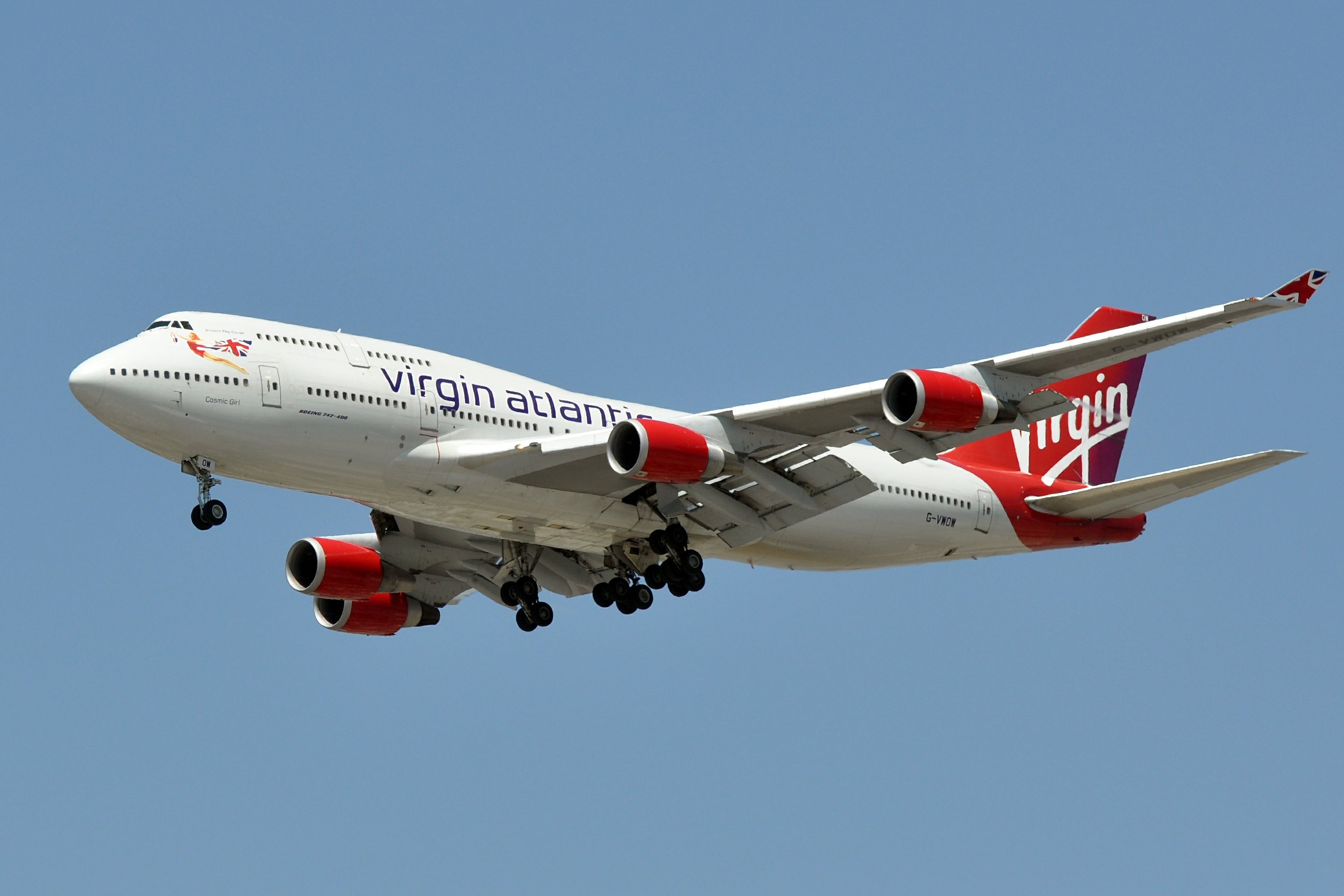
Boeing 747-400 G-VWOW Cosmic Girl
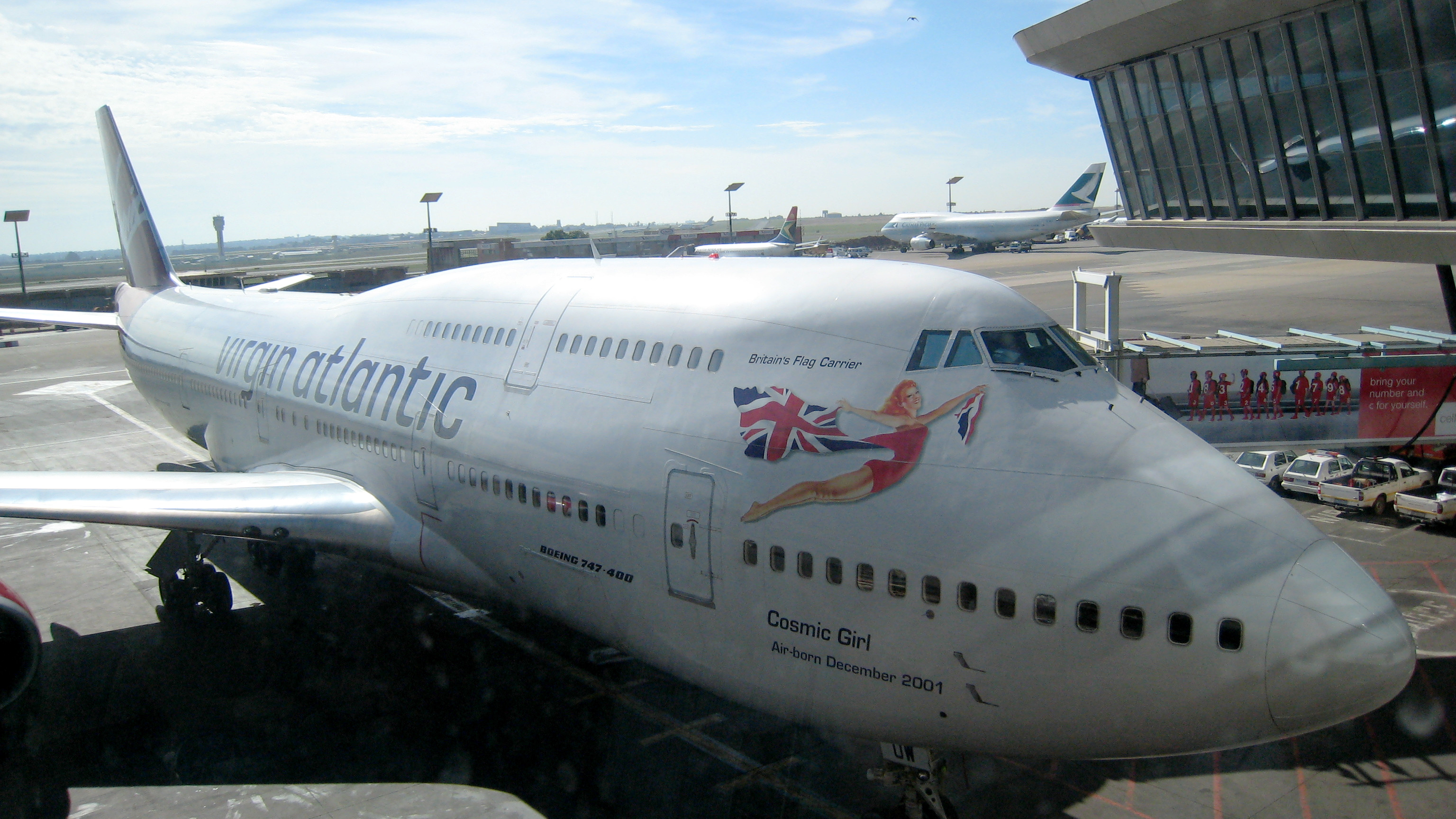
Cosmic Girl — изображение на борту G-VWOW (2006 год)

Cosmic Girl за время эксплуатации в качестве пассажирского лайнера имел только одно авиапроисшествие. 3 ноября 2005 года при заходе на посадку в аэропорту Хитроу на взлётно-посадочную полосу 27R коснулся левым двигателем (№ 1) полосы. В ходе проведённого расследования было установлено, что во время посадки дул боковой порывистый ветер со скоростью до 30 узлов. Пилот, сосредоточившись на управлении тягой двигателей, не заметил крена влево и при снижении порыва до 8 узлов самолёт просел на последних 25 футах перед касанием полосы. В результате произошёл удар крайним левым двигателем о полосу. В это время на борту находилось 348 пассажиров и 20 членов экипажа. В результате происшествия никто не пострадал.

### Самолёт-носитель Virgin Orbit
29 октября 2015 года Cosmic Girl G-VWOW перелетел в Сан-Антонио, где началась модернизация самолёта. В ходе работ на нижней пассажирской палубе были демонтированы пассажирские сиденья и прочее оборудование, которое ранее использовалось для обеспечения пассажирских перевозок. На место пятой двигательной опоры на левом крыле Boeing 747-400, которая использовалась для транспортировки двигателей, был смонтирован пилон для запуска ракеты-носителя LauncherOne. В ходе работ самолёт подвергся максимальной разборке для анализа конструкций в соответствии с процедурой Maintenance D. Кроме этого проводились работы по возможности усиления конструкции, так как под левую консоль должна подвешиваться ракета LauncherOne весом 24 947,58 кг. 3 декабря 2015 года была проведена презентация самолёта и объявлено о планах его использования. Все работы по подготовке к модернизации длились 50 000 часов. В ходе модернизации самолёт был облегчен на 23 000 кг. На верхней палубе были смонтированы системы контроля полезной нагрузки и организован пункт управления запуском. В кабине была добавлена панель запуска ракеты-носителя.

Самолёт-носитель компании Virgin Orbit
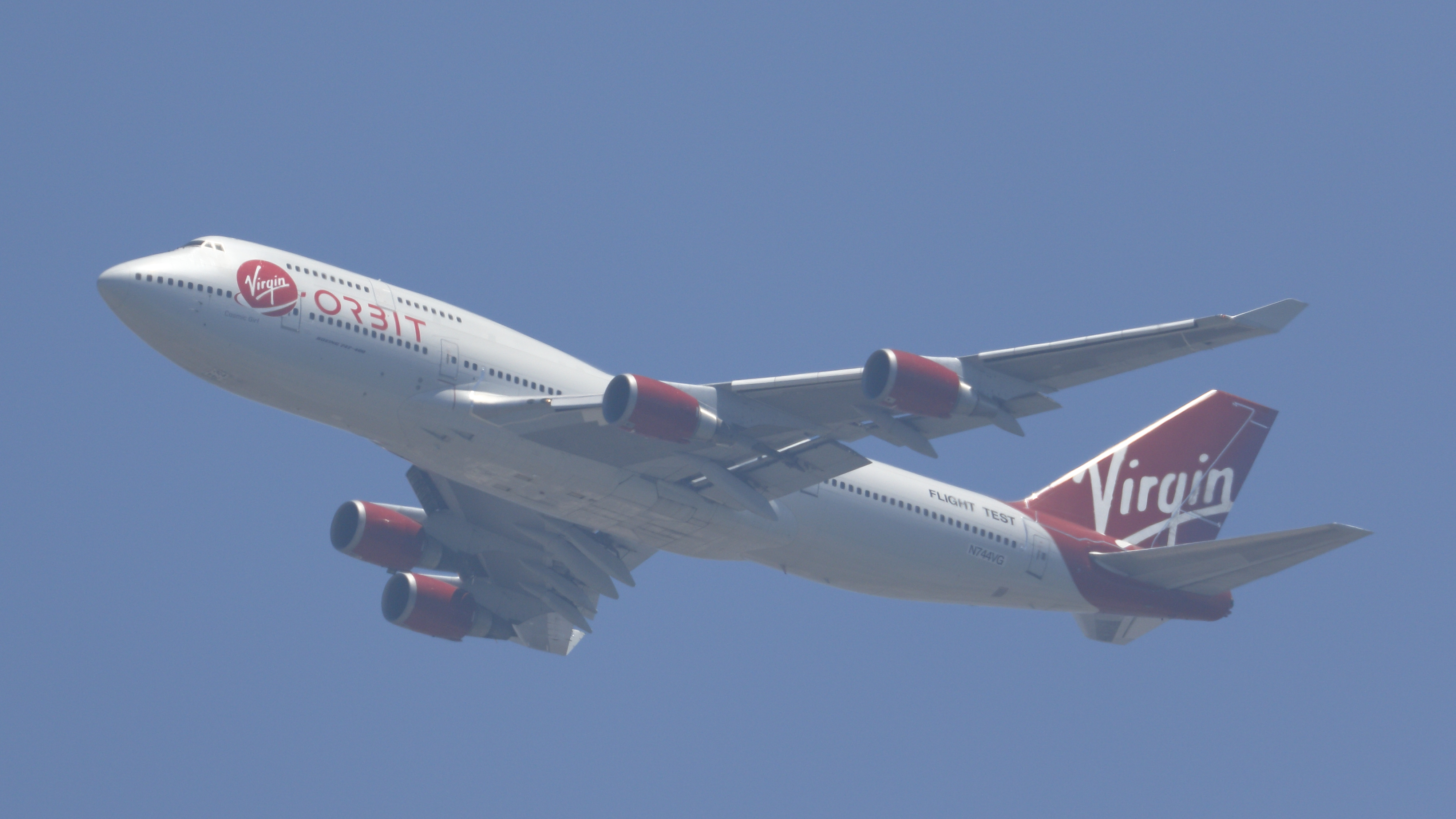
Cosmic Girl N744VG — самолёт-носитель компании Virgin Orbit

31 июля 2017 года Cosmic Girl прибыл в аэропорт Лонг-Бич, рядом с которым расположены штаб-квартира и завод Virgin Orbit. 1 августа стало известно, что модернизированный самолёт-носитель получил сертификат лётной годности Федерального управления гражданской авиации США. Основной операционной базой системы Cosmic Girl — LauncherOne стал «Космический порт Мохаве», где проводятся все работы по подготовке системы к запуску. 29 июня 2018 года система Cosmic Girl — LauncherOne получила лицензию FAA для многоразовой ракеты-носителя (RLV). Несмотря на то, что ракета-носитель Pegasus является одноразовой, самолёт-носитель Cosmic Girl является многоразовой платформой. Получение лицензии RVL дала компании Virgin Orbit возможность более гибкого подхода к организации запуска космических аппаратов.
Первые пробежки самолёта с прикреплённым макетом ракеты начались в ноябре 2018 года, а первый полёт произошёл 18 ноября. Первый сброс весо-габаритного макета ракеты был произведён в июле 2019 года. 12 апреля 2020 года Cosmic Girl совершил первый полёт с полностью заправленной LauncherOne под крылом. До этого проводились полёты с макетами, в том числе заправленными водой. Первый запуск ракеты с борта Cosmic Girl был произведён 25 мая 2020 года. К сожалению он оказался неудачным: отделение от самолёта произошло без проблем, но после запуска двигателя первой ступени была зафиксирована аномалия и двигатель был отключён.
Первый полностью успешный запуск ракеты-носителя LauncherOne с борта самолёта-носителя Cosmic Girl N744VG был произведён 17 января 2021 года: на орбиту были выведены 10 кубсатов. Это был первый запуск жидкостной ракеты-носителя с борта системы «воздушный старт».

## Космические запуски за пределами США
Одним из декларируемых преимуществ системы «Воздушный старт» является возможность запуска космических аппаратов с территории различных стран, имея техническую базу на территории страны эксплуатанта.

### Великобритания
В июле 2019 года стало известно о партнёрстве Virgin Orbit с Королевскими военно-воздушными силами Великобритании и планах осуществить запуски полезных нагрузок в интересах Великобритании с территории Британских островов.
9 января 2023 была произведена неудачная попытка первого космического запуска с территории Британских островов. В качестве операционной базой использовался аэропорт Корнуолл, где был создан космический порт Корнуолл. Выбор аэропорта Конуолл в качестве операционной базы был сделан в ноябре 2019 года. Первый запуск оказался неудачным: после включения двигателя второй ступени возникла аномалия, которая привела к прекращению полёта.

### Другие страны
2 апреля 2020 года Virgin Orbit, All Nippon Airways и Space Port Japan Association озвучили планы использовать аэропорт Оита, находящегося в одноимённой префектуре на территории японского острова Кюсю, для запуска спутников с помощью системы Cosmic Girl — LauncherOne. 4 ноября 2021 года All Nippon Airways заявила о готовности произвести 20 запусков с территории Японии.
В мае 2021 года во время церемонии, состоявшейся на авиабазе Бразилиа в столице Бразилии, Virgin Orbit была одной из тех компаний, которые имеют право приступить к этапу заключения контракта и эксплуатации своих ракет в центре запусков Алкантара. В июне 2022 года Virgin Orbit Brasil Ltda (дочернее предприятие Virgin Orbit) получила лицензию на космические запуски из Бразилии.
9 августа 2022 года южнокорейская инвестиционная группа J-Space и Virgin Orbit подписали соглашение об исследовании возможности производить запуски с территории Южной Кореи.
В сентябре 2022 года было подписано соглашение между Virgin Orbit и Wagner Corporation, которое предусматривает возможность запуска системы Cosmic Girl — LauncherOne из Австралии при создании операционной базы на территории аэропорта Toowoomba Wellcamp Airport.

### Особенности эксплуатации
Система «воздушного старта» Cosmic Girl — LauncherOne имеет важные отличия от единственного прямого конкурента, эксплуатировавшего на момент начала программы, системы Stargazer — Pegasus: с борта Cosmic Girl запускается жидкостная, а не твёрдотопливная ракета-носитель.
Запуск ракеты-носителя производится на высоте 35 000 футов над уровнем моря. Перед запуском самолёт производит кабрирование с углом тангажа примерно 32,5°, затем происходит сброс ракеты-носителя и самолёт отклоняется вправо на 45°. Через 5 секунд после отделения от самолёта-носителя включается двигатель ракеты-носителя.

## Сравнение с конкурентами

Сравнение с конкурентами
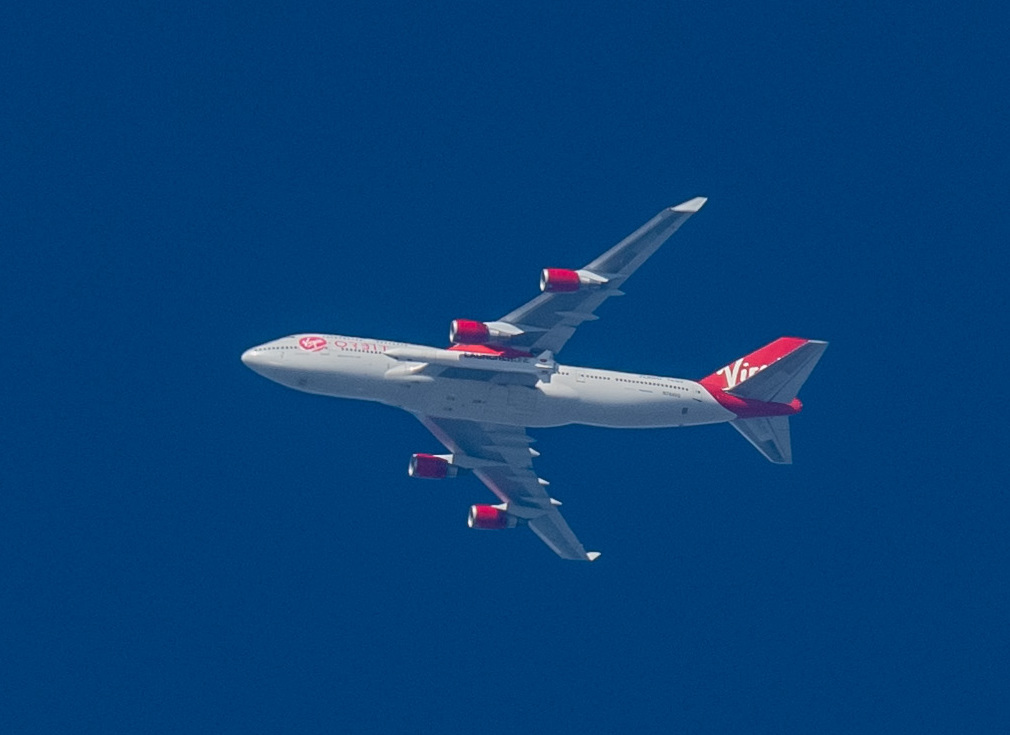
Cosmic Girl — ракета закреплена под левой плоскостью
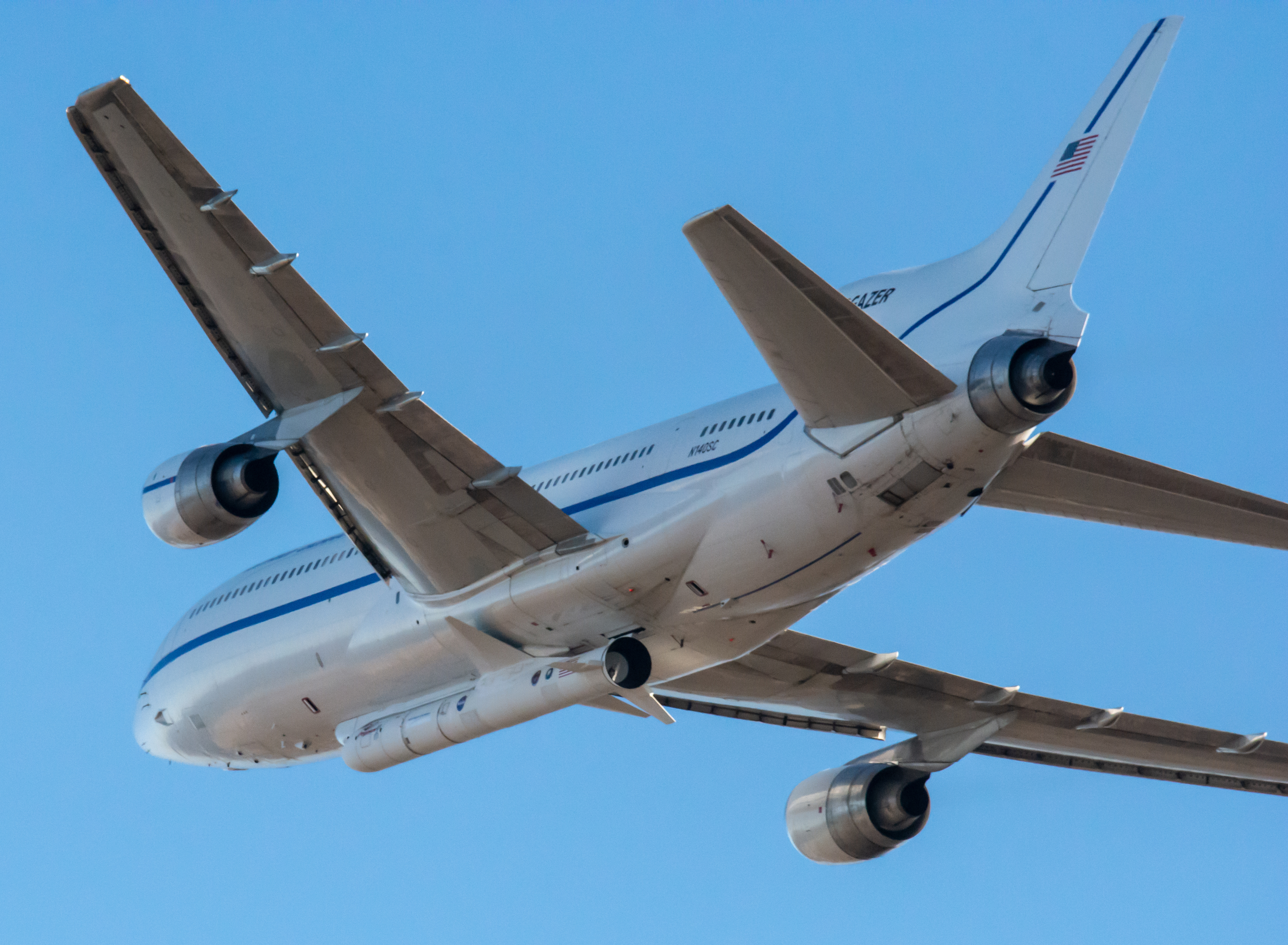
Stargazer — ракета закреплена под корпусом самолёта
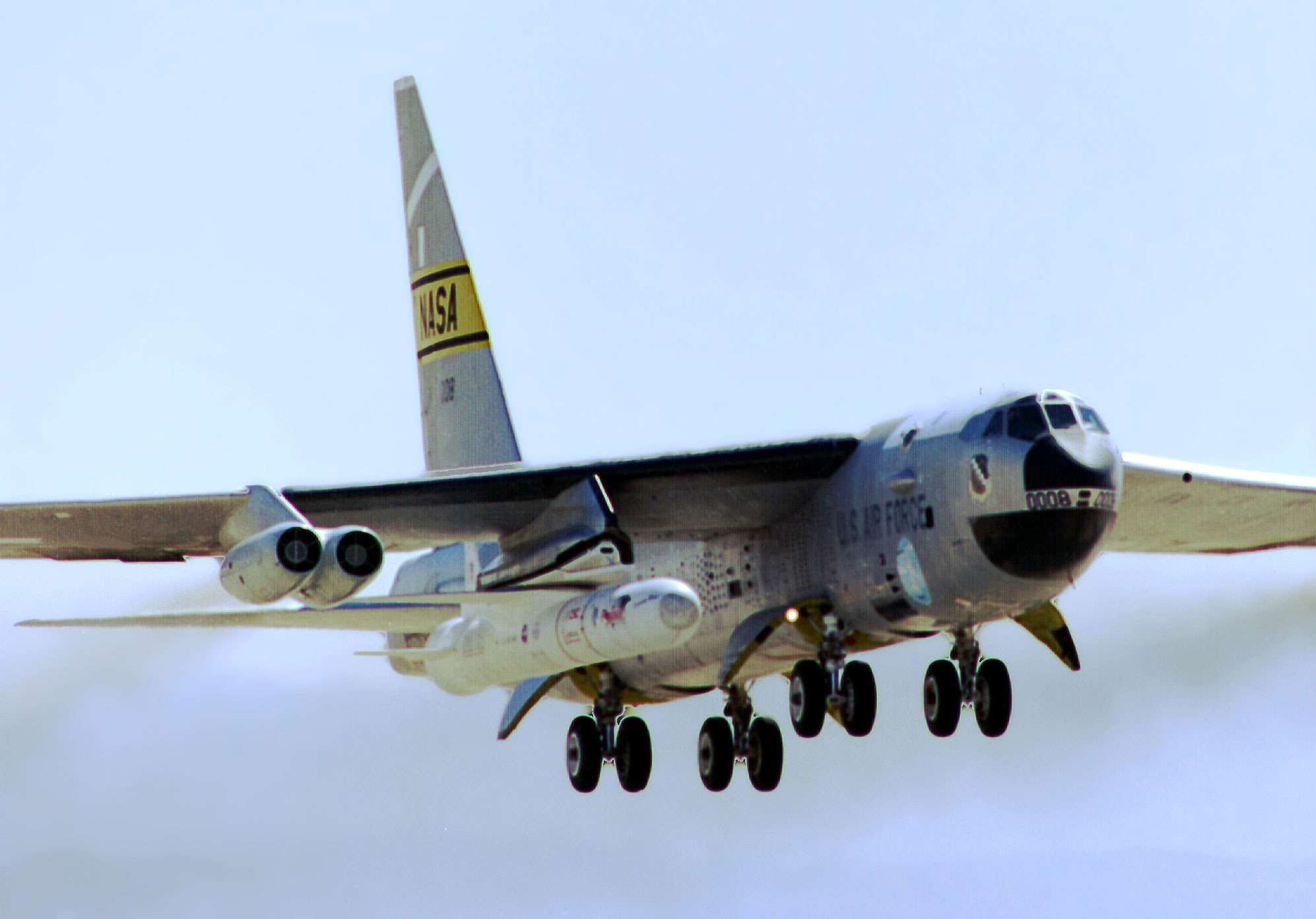
Balls 8 — ракета закреплена под правой плоскостью

| Регистрационный № | название                                     | Начало эксплуатации/окончание | Оператор                     | Первый орбитальный запуск/последний | Ракета-носитель      | Количество запусков/удачных | Статус             |
| ----------------- | -------------------------------------------- | ----------------------------- | ---------------------------- | ----------------------------------- | -------------------- | --------------------------- | ------------------ |
| N744VG            | Boeing 747-400 Cosmic Girl                   | 31 октября 2001               | Virgin Orbit                 | 25 мая 2020/9 января 2023           | LauncherOne          | 6/4                         | Эксплуатируется    |
| N140SC            | Lockheed L-1011 TriStar Stargazer            | март 1974                     | Orbital Sciences Corporation | 27 июня 1994/13 июня 2021           | Pegasus XL/Pegasus H | 44/39                       | Эксплуатируется    |
| 52-008            | Boeing B-52B Stratofortress Balls 8          | 11 июня 1955 года             | НАСА                         | 5 апреля 1990/3 августа 1994        | Pegasus              | 6/6                         | Не эксплуатируется |
| N351SL            | Scaled Composites Stratolaunch Model 351 Roc | 13 апреля 2019 года           | Stratolaunch Systems         | нет                                 | Pegasus              | 0/0                         | Испытания          |

Стоимость одного запуска с помощью системы Cosmic Girl — LauncherOne, озвученная в 2018 году, составляла 12 млн долларов. Стоимость запуска миссии Ionospheric Connection Explorer (ICON) с помощью системы Stargazer — Pegasus составила 56,3 миллиона долларов.

### Комментарии
1. ↑  Virgin Atlantic использовала эту опцию только один раз[3].